# 30일의 밤
《30일의 밤》(영어: Dark Matter)은 애플 TV+에서 2024년 5월부터 방영 중인 미국의 SF 스릴러 드라마 텔레비전 시리즈이다.
2024월 8월 시즌 2 제작이 결정되었다.

## 개요
대니엘라와 결혼하면서 비록 경력은 조금 뒤처지게 되었지만 사랑이 넘치는 가정을 꾸리고 살던 시카고 물리학 교수 제이슨은 어느 날 가면을 쓴 자에게 납치돼 약물이 주입된 후 평행 세계의 자신(제이슨 2)이 세운 회사에서 깨어난다.
가면을 쓴 자의 정체는 다름이 아니라 경력을 희생하고 대니엘라와의 결혼을 선택한 삶이 어땠을지 궁금해진 제이슨 2였다. 제이슨 2는 이제 제이슨의 세계에서 제이슨 행세를 하며 제이슨의 아내 대니엘라와 아들 찰리를 영원히 자신의 것으로 만들 생각이다. 이후 원래 세계로 돌아가 가족을 되찾으려는 제이슨의 사투가 시작된다.

## 출연
- 조엘 에저턴 - 제이슨 데슨 / 제이슨 2 역
- 제니퍼 코널리 - 대니엘라 데슨 역
- 알리시 브라가 - 어맨다 루커스 역
- 오크스 페글리 - 찰리 데슨 역
- 지미 심프슨 - 라이언 홀더 역
- 다요 오케니이 - 레이턴 밴스 역